# Marie Luise Bartz
Marie Luise Bartz (* in Köslin) war eine deutsche Autorin.

## Leben
Sie war die Tochter von August Wilhelm Heinrich Bartz, der langjähriger Soldat war und dann Regierungsbeamter wurde. Ihre Mutter war Anna Mathilde geborene Schulz. Marie Luise Bartz besuchte die Städtische Töchterschule in Köslin und lebte dann freischaffend als Schriftstellerin von Ratgebern und Unterhaltungslektüre. 
Werke sind von 1904 bis 1937 belegt. Sie gab die Publikationsreihen Ländliches Glück, Aus aller Welt und später die Volkspädagogischen Hefte heraus. Bartz befasste sich auch mit Jugend- und Volkserziehung, ländlicher Wohlfahrtspflege, Heimat- und Volkskunstpflege und bemühte sich um die Gründung von Hausfrauenvereinen im von Landflucht bedrohten Ostdeutschland. Nachdem sie längere Zeit in Berlin-Friedenau gelebt hatte, zog sie nach Köslin zurück.
Verdienste erwarb sie sich bei der Dokumentation der Jamunder Kultur.

## Werke (Auswahl)
- Wie uns die Alten sungen. Weihnachtserzählung (= Goldene Ähren, 8), Reutlingen: Enßlin & Laiblin o. J. [1904]
- Siegesfeier. Patriotisches Festspiel für Volksbühnen (= Jugend- und Volksbühne, 19), Leipzig: Strauch, o. J. [1908].
- Was Heinrich Sohnrey uns Landfrauen lehrte, Berlin, 1909. Digitalisat
- Deutsche Frauen, deutsche Treue. Gedächtnisfeier für Königin Luise von Preußen (= Jugend- und Volksbühne, 81), Leipzig: Strauch, o. J. [1910].
- Ostdeutsche Hausfrauenvereine, in: Dokumente des Fortschritts, Band 4, Ausgabe 2, 1911, Seite 471–474.
- Willst genau du wissen, was sich schickt? Potsdam, 1912.
- Eltern und kleine Kinder, Potsdam, 1912.
- Weihnachten im Pommerlande. In: Unser Pommerland 1 (1912–13), Nr. 2.
- Was essen wir im Sommer? Potsdam, 1913.
- "Alleweg gut Zollern!" Heitere und ernste vaterländische Erzählungen für Jugend und Volk, Altenburg, o. J. [1913].
- (mit anderen Autoren): Tanz und Spiel in deutscher Jugendpflege. Neue Reigen, alte Volkstänze und Spiele für Schule und Haus, Berlin 1913.
- Doktor von Königs Gnaden! Eine Pommerngeschichte aus der Zeit des Soldatenkönigs, Stargard i. P. 1914.
- (mit anderen Autoren): Wegweiser und Heimatbuch von Köslin und Umgegend einschließlich seiner sechs Seebadeorte, Köslin, 1925.
- Wie feiern wir deutschen Muttertag? Anregungen, Verse und Grüße. Köln 1937